# 187
O ano 187 foi um ano comum que começa no domingo do calendário juliano, com a letra dominical A. Na época, era conhecido como o ano do consulado de Quíncio e Eliano ou ano 940 Ab urbe condita. A denominação 187 para este ano tem sido usada desde o início do período medieval, quando o era do calendário Anno Domini tornou-se o método para nomear anos predominante na Europa.
| Ano completo                    |
| ------------------------------- |
| Ano comum com início ao domingo |

## Eventos

### Império Romano
- Septímio Severo (nascido em Léptis Magna) é nomeado legado do Lyon (Gália).
- Septímio Severo se casa com a princesa síria Júlia Domna, de 17 anos.
- Outra praga atinge Roma.
- Clódio Albino derrota Catos, uma tribo alemã altamente organizada que controlava a área que inclui a Floresta Negra.